# Erin Moran
Erin Marie Moran Fleischmann (Burbank, Califórnia, 18 de outubro de 1960 – Corydon, 22 de abril de 2017) foi uma atriz norte-americana, mais conhecida pelo papel de Joanie Cunningham em Happy Days, e seu spin-off, Joanie Loves Chachi.

## Carreira
Moran foi escalada como Jenny Jones na série de televisão Daktari, que decorreu entre 1966-1969. Em 1968, ela fez sua estreia no filme How Sweet It Is! com Debbie Reynolds. Ela apareceu em 80 Steps to Jonah (1969) e Watermelon Man (1970). Ela fez aparições regulares no The Don Rickles Show em 1972. Ela fez aparições em The Courtship of Eddie's Father, My Three Sons, Bearcats! e Family Affair. Quando criança, ela também atuou na série de televisão Gunsmoke.
Em 1974, Moran foi escalada para interpretar o seu melhor papel conhecido, Joanie Cunningham na sitcom Happy Days. Ela interpretou a mal-humorada irmã mais nova de Richie Cunningham (Ron Howard). Moran continuou o papel em 1982 no curta spin-off da série Joanie Loves Chachi, ao lado de Scott Baio. Depois de Joanie Loves Chachi cancelamento em 1983, ela voltou para Happy Days para sua última temporada.
Moran fez várias outras aparições de televisão, incluindo The Love Boat, Murder, She Wrote e Diagnosis: Murder
Em 2007, ela fez uma aparição na comédia independente Not Another B Movie
Em 2008, ela era uma concorrente no reality show Celebrity Fit Club do VH1.
Em 2013, apesar de relatos de que ela estaria se reunindo com o ex-Happy Days co-estrelado por Henry Winkler, Ron Howard e Scott Baio na quarta temporada de Arrested Development, ela não apareceu na série Netflix renovada.

## Happy Daysprocesso
Em 19 de abril de 2011, Moran e três de seus Happy Days co-estrelas, Don Most, Anson Williams e Marion Ross, além da propriedade de Tom Bosley, que morreu em 2010, apresentou uma quebra de contrato processo 10 000 dólares contra a CBS, que detém o show. O processo alega que os membros do elenco não tinham sido pagos para as receitas de merchandising devidos sob os contratos. Receita inclui os itens de show-relacionados, tais como histórias em quadrinhos, camisetas, álbuns de recortes, cartões comerciais, jogos, lancheiras, bonecos, carros de brinquedo, ímãs, cartões e DVDs onde as imagens dos membros do elenco aparecem nas capas de caixa. Nos contratos dos atores, que deveriam ser pagos 5% das receitas líquidas de merchandising se a imagem de um único ator fosse usada, e metade desse montante se os membros do elenco fossem fotografados em um grupo. CBS disse que devia aos atores 8500 e 9000 dólares respectivamente, a maior parte das receitas de caça-níqueis, mas o grupo disse que eles estavam em dívida de milhões. A ação foi iniciada após Ross ser informada por um amigo jogar entalhes em um cassino de uma Happy Days máquina na qual os jogadores ganham o jackpot quando cinco Marion Rosses são rolados.
Em outubro de 2011, um juiz rejeitou a alegação de fraude do grupo, o que eliminou a possibilidade de milhões de dólares em danos potenciais. No dia 5 de junho de 2012, um juiz negou uma moção para destituir interposto pela CBS, o que significava que o caso iria a julgamento em 17 de julho, se não foi resolvido até então. Em julho de 2012, os atores resolveram sua ação com a CBS. Cada um recebeu um pagamento de 65 000 dólares e uma promessa pela CBS para continuar a honrar os termos de seus contratos.

## Filmografia

### Filmes
| Filmes | Filmes               | Filmes        | Filmes |
| Ano    | Título               | Papel         |        |
| ------ | -------------------- | ------------- | ------ |
| 1968   | How Sweet It Is!     | Little Girl   |        |
| 1969   | 80 Steps to Jonah    | Kim           |        |
| 1970   | Watermelon Man       | Janice Gerber |        |
| 1977   | The Humpbacked Horse | (voz)         |        |
| 1981   | Galaxy of Terror     | Alluma        |        |
| 2010   | Not Another B Movie  | Mrs. Klien    |        |

### Televisão
| Televisão | Televisão                       | Televisão                                        | Televisão     |
| Ano       | Título                          | Papel                                            | Notas         |
| --------- | ------------------------------- | ------------------------------------------------ | ------------- |
| 1968-1969 | Daktari                         | Jenny Jones                                      |               |
| 1969      | Death Valley Days               | Mary                                             | 2 episódios   |
| 1970      | The Courtship of Eddie's Father | Emily Ruth Gustafson                             |               |
| 1970      | The F.B.I.                      | Vickie Florea                                    |               |
| 1970      | My Three Sons                   | Victoria                                         |               |
| 1970-1971 | Family Affair                   | Amy / Janet / Mary Ellen                         | 3 episódios   |
| 1971      | O'Hara, U.S. Treasury           | Little Girl                                      |               |
| 1971      | Bearcats!                       | Elisa Tillman                                    |               |
| 1971      | Gunsmoke                        | Jenny / Rachel                                   | 2 episódios   |
| 1972      | The Don Rickles Show            | Janie Robinson                                   |               |
| 1973      | Lisa, Bright and Dark           | Tracy Schilling                                  | Telefilme     |
| 1975      | The Waltons                     | Sally Ann Harper                                 |               |
| 1979      | Greatest Heroes of the Bible    | Tova                                             |               |
| 1981      | Twirl                           | Bonnie Lee Jordan                                | Telefilme     |
| 1982-1983 | Joanie Loves Chachi             | Joanie Cunningham                                |               |
| 1983      | Hotel                           | Karen Donnelly                                   |               |
| 1974-1984 | Happy Days                      | Joanie Cunningham                                | 234 episódios |
| 1980-1985 | The Love Boat                   | Carrie Walker / Joanne Morgan / Barbara Blatnick | 6 episódios   |
| 1986      | Murder, She Wrote               | Maggie Roberts                                   |               |
| 1998      | Diagnosis: Murder               | Cynthia Bennett                                  |               |
| 2007      | Scott Baio Is 45...and Single   | ela mesma                                        |               |
| 2008      | Celebrity Fit Club              | ela mesma                                        |               |